# Gájalja
Gájalja (horvátul: Posavski Podgajci) falu Horvátországban Vukovár-Szerém megyében. Közigazgatásilag Drenóchoz tartozik.

## Fekvése
Vukovártól légvonalban 46, közúton 67 km-re délre, községközpontjától légvonalban 7, közúton 9 km-re északnyugatra, a Nyugat-Szerémségben, az ún. Cvelferija területén, a Száva bal partjának közelében, a Zsupanyáról Gúnyára menő út mentén fekszik.

## Története
A falu területe már az ókorban lakott volt. A római korban itt haladt át a Poetovioból (Ptuj) Mursán (Eszék) át Sirmiumba (Szávaszentdemeter) vezető fontos római kereskedelmi és hadiút, melynek a falu közelében északnyugatra volt a „Berebis” (más forrásokban „Vereis”) nevű útállomása. Berebist már a híres római útvonaltérkép a Tabula Peutingeriana is ábrázolja. Erről a lelőhelyről a zágrábi régészeti múzeumban két, nagyon fontos leletet is őriznek. Az egyik egy miniatűr bronz Minerva mellszobor, a másik pedig egy 3 és fél cm-es bronz női fej.
A középkori Gájalja 1387-ben bukkan fel írásos forrásban „Possessio Gayalya” alakban Mária királynő oklevelében, melyben a hűtlen Horvátiak birtokait híveinek a Garaiaknak adja. 1478-ban „Podgaycz” alakban praediumként találjuk Mátyás királynak Ország Mihály nádor oklevelét megerősítő oklevelében. A török 1536-ban szállta meg a vidékét és 1691-ig volt török uralom alatt. A 18. század elején Boszniából érkezett katolikus sokácok települtek ide be. Kamarai birtok volt, majd a vukovári uradalom része lett. 1719-ben megalapították a drenóci plébániát, melynek Gájalja is a része lett. 1729-ben Nesselrode Ferenc Vilmos pécsi püspök egyházlátogatásakor 110 lakosa volt. 
A katonai határőrvidék megszervezésekor Mária Terézia rendelete alapján 1745-ben elhatárolták a katonai közigazgatás alá vont területeket. A falu a Bródi határőrezred katonai igazgatása alá került. Lakói a katonai igazgatás teljes megszüntetéséig határőrök voltak, akik 16 és 60 életévük között kötelezve voltak a császári hadseregben a katonai szolgálatra. Részt vettek a Habsburg Birodalom szinte valamennyi háborújában. 1808-ban a határőrezred újonnan alakított 12. Drenóci századához került. Azóta nevezik az egykori 12. század területét Cvelferijának. A katonai közigazgatást 1873-ban megszüntették, majd területét 1881-ben Szerém vármegyéhez csatolták. 
Az első katonai felmérés térképén „Podgaicze” néven található. Lipszky János 1808-ban Budán kiadott repertóriumában „Podgajcze” néven szerepel. Nagy Lajos 1829-ben kiadott művében „Podgaicze” néven 108 házzal, 546 katolikus vallású lakossal találjuk. A 19. század végén német, magyar és szlovák családok vándoroltak be, de jöttek likai és dalmáciai horvát és szerb családok is. 
A településnek 1857-ben 678, 1910-ben 1071 lakosa volt. Szerém vármegye Zsupanyai járásához tartozott. Az 1910-es népszámlálás adatai szerint lakosságának 83%-a horvát, 2%-a német, 1-1%-a magyar és szerb anyanyelvű volt. A település az első világháború után az új szerb-horvát-szlovén állam, majd később (1929-ben) Jugoszlávia része lett. 1941 és 1945 a Független Horvát Államhoz tartozott, majd a szocialista Jugoszlávia fennhatósága alá került. 1991-től a független Horvátország része. 1991-ben lakosságának 97%-a horvát nemzetiségű volt. A horvát függetlenségi háború idején a falu állandó szerb fenyegetettségben élt, de a harcok végül nem érintették. A falunak 2011-ben 1255 lakosa volt.

## Népessége
| Lakosság változása | Lakosság változása | Lakosság változása | Lakosság változása | Lakosság változása | Lakosság változása | Lakosság változása | Lakosság változása | Lakosság változása | Lakosság változása | Lakosság változása | Lakosság változása | Lakosság változása | Lakosság változása | Lakosság változása | Lakosság változása |
| ------------------ | ------------------ | ------------------ | ------------------ | ------------------ | ------------------ | ------------------ | ------------------ | ------------------ | ------------------ | ------------------ | ------------------ | ------------------ | ------------------ | ------------------ | ------------------ |
| 1857               | 1869               | 1880               | 1890               | 1900               | 1910               | 1921               | 1931               | 1948               | 1953               | 1961               | 1971               | 1981               | 1991               | 2001               | 2011               |
| 678                | 861                | 950                | 1.030              | 1.281              | 1.071              | 1.050              | 1.101              | 1.176              | 1.386              | 1.623              | 1.682              | 1.584              | 1.518              | 1.568              | 1.255              |

## Gazdaság
A helyi gazdaság alapja hagyományosan a mezőgazdaság és az állattartás. 

## Nevezetességei
- A Szentháromság tiszteletére szentelt római katolikus temploma 1851-ben épült. Építésének 160. évfordulóján 2011-ben helyezték el a homlokzatán a tűzoltók védőszentjének Szent Flóriánnak és a földművesek védőszentjének Szent Izidornak a szobrait.

- Északi határában, a Száva közelében az erdőben találhatók Alsán középkori várának maradványai.[11]

## Oktatás
A településen a „Davorin Trstenjak” általános iskola működik

## Sport
Az NK Posavac Posavski Podgajci labdarúgóklubot 1930-ban alapították. A csapat ma a megyei 1. ligában szerepel.

## Egyesületek
DVD Posavski Podgajci önkéntes tűzoltó egyesület